# Hypsiboas pombali
Hypsiboas pombali är en groddjursart som först beskrevs av Caramaschi, Pimenta och Renato Neves Feio 2004.  Hypsiboas pombali ingår i släktet Hypsiboas och familjen lövgrodor. IUCN kategoriserar arten globalt som livskraftig. Inga underarter finns listade i Catalogue of Life.